# 계약관리본부
계약관리본부(契約管理本部)는 방위사업의 원가·계약 및 표준의 관리에 관한 사무를 관장하는 방위사업청의 소속기관이다. 군인을 제외한 정원은 295명이며, 본부장은 고위공무원단 가등급에 속하는 일반직공무원 또는 장성급 장교로 보한다.

## 조직

### 본부장
계획지원부
- 조달기획팀[4]
- 계약제도심사팀[4]
- 회계팀[5]
- 지출심사팀[5]
- 군수정보관리팀[4]
- 국방규격팀[5]

국제계약부
- 국제가격검증팀[4]
- 대정부계약팀[5]
- 국제부품계약팀[5]
- 국제장비계약팀[4]

무기체계계약부
- 기동화력계약팀[4]
- 지휘정찰계약팀[4]
- 함정계약팀[5]
- 항공기계약팀[4]
- 유도무기계약팀[5]

장비물자계약부
- 일반장비계약팀[4]
- 통신장비계약팀[5][6]
- 급식유류계약팀[4]
- 물자계약팀[5][6]

원가회계검증단
- 원가총괄팀[4]
- 원가검증팀[4]
- 가격분석팀[5]
- 지상유도무기원가분석팀[4]
- 함정항공원가분석팀[5]

## 같이 보기
- 사업관리본부